# Hyde (New Forest)
Hyde – wieś w Anglii, w hrabstwie Hampshire, w dystrykcie New Forest. Leży 32 km na południowy zachód od miasta Winchester i 132 km na południowy zachód od Londynu.